# پاسخ (فیلم ۱۹۸۳)
پاسخ (به هندی: Pukar) فیلمی محصول سال ۱۹۸۳ و به کارگردانی رامش بهل است. در این فیلم بازیگرانی همچون آمیتاب باچان، زینت امان، راندهیر کاپور، تیان آمبانی، پریم چوپرا، شارات ساکسنا ایفای نقش کرده‌اند.